# Yangchenghu
Yangchenghu (kinesiska: 阳澄湖, 阳澄湖镇) är en köping i Kina. Den ligger i provinsen Jiangsu, i den östra delen av landet, omkring 200 kilometer öster om provinshuvudstaden Nanjing. Antalet invånare är 53386. Befolkningen består av 27 036 kvinnor och 26 350 män. Barn under 15 år utgör 6,0 %, vuxna 15-64 år 83 %, och äldre över 65 år 9,0 %. Yangchenghu ligger vid sjöarna  Yangcheng Hu Yangdeng Xihu och Yangdeng Zhonghu.
Genomsnittlig årsnederbörd är 1 661 millimeter. Den regnigaste månaden är juni, med i genomsnitt 221 mm nederbörd, och den torraste är december, med 59 mm nederbörd.